# زيزينيا (الإسكندرية)

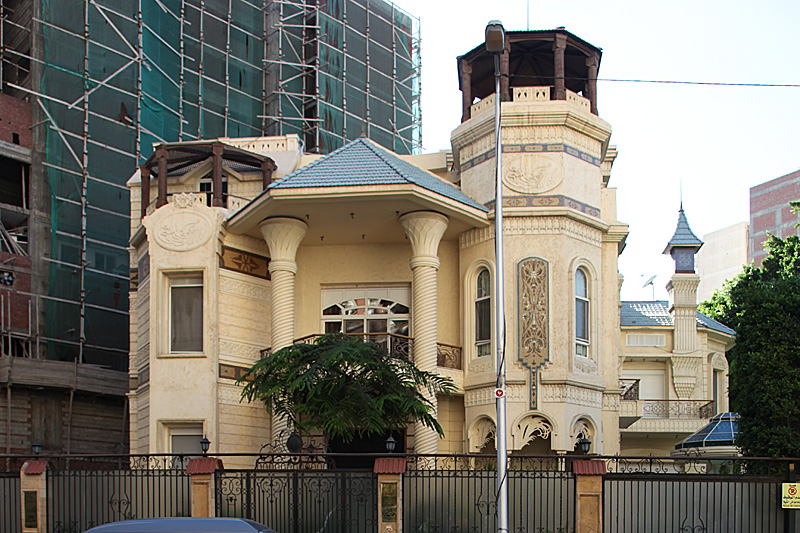

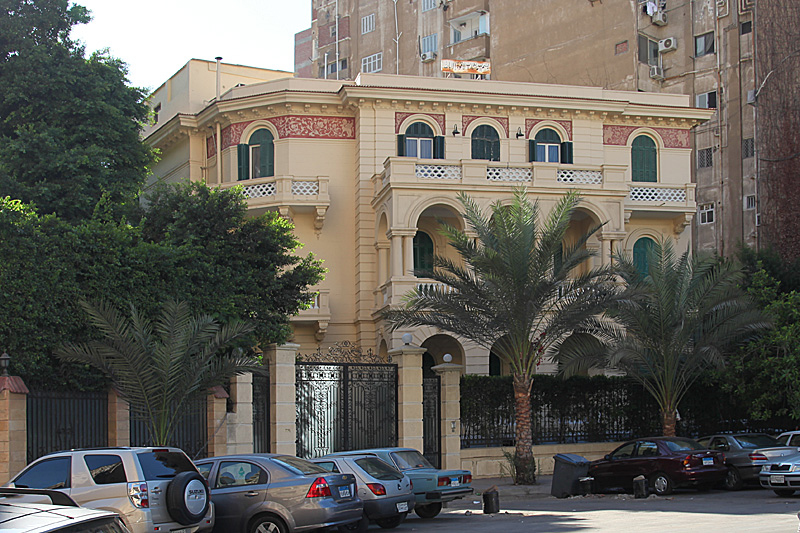

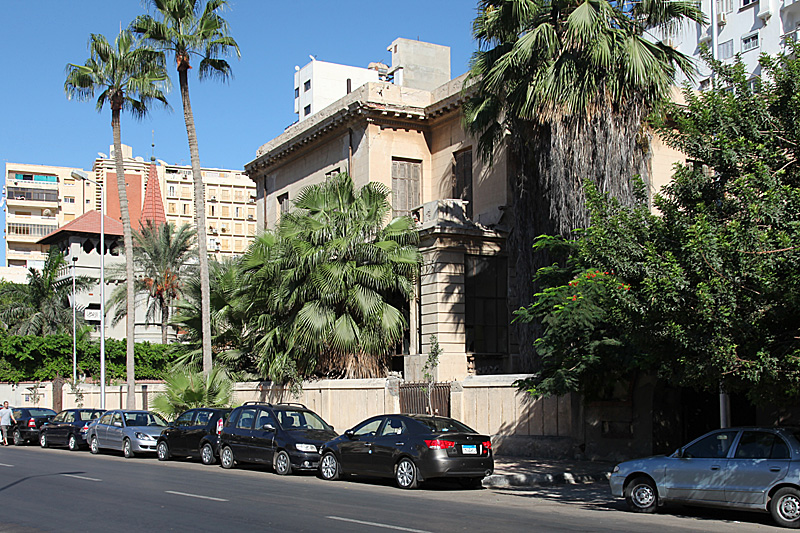

حي زيزينيا  من الأحياء الراقية في الإسكندرية بمصر. ويقع حي «زيزينيا» في منطقة الرمل بين منطقة جليم ومنطقة جناكليس وحي سان ستيفانو، واخر جنوبها حي باكوس وتنضم الي محطة ترام «قصر الصفا».

## تاريخ
ويرجع تاريخ تسمية الحي بهذا الاسم نسبة إلي اليوناني «ستيفان زيزينيا» قنصل «بلجيكا» العام في مصر... والذي أدرك أهمية مدينة«الإسكندرية» العاصمة الثانية لمصر وقام بشراء أرض وبعد مرور فترة من الزمن باع الخواجة «زيزينيا» جزءاً من الأرض إلى الحكومة وذلك لمد خط الترام... وبعد مد الخط بدأت المنطقة في العمران وعرفها الناس وأقاموا بها فسميت المنطقة بحي «زيزينيا» نسبةً إلى صاحب المنطقة الأول وهو ذلك الاسم الذي يطلق على الحي إلي وقتنا هذا.

## حدود زيزنيا
يمتد حي زيزنيا شمالا إلى طريق الكورنيش ويقطع حي زيزنيا خط ترام النصر وكذلك طريق الحرية وينتهي حي زيزنيا جنوبا حتى اخر شارع إبراهيم العطار وشارع رياض. وينتمى حي زيزنيا إلى حي شرق الإسكندرية.

## أشهر المعالم

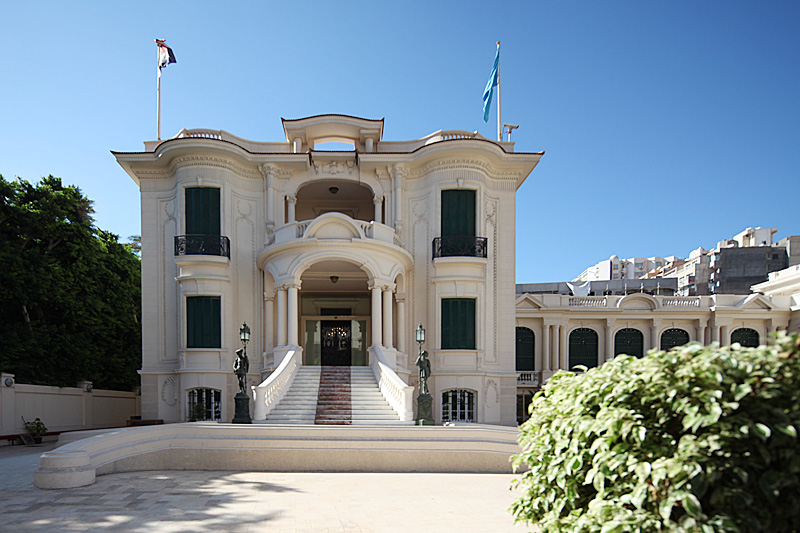
متحف المجوهرات الملكية

ويوجد بالحي العديد من القصور التي اشتهر بها منها:
- «قصر الصفا» التابع لرئاسة الجمهورية.
- قصر الأميرة فاطمة الزهراء (متحف المجوهرات الملكية حالياً).
- قصر عائشة فهمي والذي يجري تحويله لفندق عالمي بعد إعادة ترميمه.
- كما يوجد مقر الإقامة الدائم لمحافظة الإسكندرية (استراحة المحافظ).
- جامع أحمد يحيى باشا.